# Pfui Teufel – Daddy ist ein Kannibale
Pfui Teufel – Daddy ist ein Kannibale (Originaltitel: Parents) ist eine US-amerikanisch-kanadische Horrorkomödie aus dem Jahr 1989. Regie führte Bob Balaban, das Drehbuch schrieb Christopher Hawthorne.

## Handlung
Die Handlung spielt in den 1950er Jahren in den USA. Die Familie des zehnjährigen Michael Laemle zieht in eine Kleinstadt. Michael verdächtigt seine Eltern des Kannibalismus und vermutet, sie würden auch ihm Menschenfleisch zum Essen geben. Diese Vermutungen erzählt er seiner Schulkollegin Sheila Zellner und der an seiner Schule beschäftigten Sozialarbeiterin, doch sie glauben ihm nicht. Am Ende tötet Michael seinen Vater, nachdem dieser die Mutter erstach.

## Kritiken
Filmdienst schrieb, der Film sei eine „ebenso einfallsreiche wie makabre Abrechnung mit dem „American Way of Life“ der 50er Jahre, die die Mordfantasien des Kindes freilich allzu weidlich“ auswalze.
Die Zeitschrift Cinema bezeichnete den Film als eine „beißende Satire in toller, bunter Fifties-Deko“.
Prisma lobte Regisseur Bob Balaban, der „eine oft makabre, aber dennoch treffsichere Satire über den vielgelobten american way of life.“ inszenierte.

## Auszeichnungen
Randy Quaid und Bryan Madorsky erhielten im Jahr 1989 Preise des Mostra Internazionale del Film de Fantascienza e del Fantastico di Roma. Randy Quaid wurde 1990 für den Independent Spirit Award nominiert. Bryan Madorsky wurde 1991 für den Saturn Award nominiert.

## Hintergründe
Der Film wurde in Toronto gedreht. Seine Produktionskosten betrugen schätzungsweise 3 Millionen US-Dollar. Der Film spielte in den Kinos der USA ca. 871 Tsd. US-Dollar ein.